# Elasticiteit (materiaalkunde)

Twee materialen met verschillende elasticiteitsmoduli, en dus elasticiteit, in druk- en trekbelasting.

Een materiaal is elastisch  als het een kracht ondergaat zonder resulterende, permanente vervorming. Het materiaal oefent een evengrote tegenkracht, of veerkracht uit. Elastische vervorming is een omkeerbare vervorming, in tegenstelling tot plastische vervorming. Een materiaal is volmaakt elastisch als er in totaal bij het indrukken en terugveren geen energie verloren gaat aan wrijving / warmte. Zelfs het gedrag van (bij benadering) volmaakt elastische materialen vertoont een grote variatie, die wordt uitgedrukt in de elasticiteitsmodulus. Deze is hoog bij een harde biljartbal, en laag bij zacht rubber.

## Veerkracht
De veerkracht is de mechanische kracht waarmee het vaste lichaam zijn oorspronkelijke positie weer tracht in te nemen, na eerst vervormd, bijvoorbeeld ingedrukt of uitgetrokken, te zijn. De werking van een veer is op dit principe gebaseerd.

## Toepassingen

Elastische deformatie in een schematische voorstelling op atoomniveau. Wanneer de belasting wordt weggehaald, zal het materiaal weer naar zijn originele positie "terugveren".

Spanning-rekdiagram (spanning σ vs. rek ε) dat de drie opeenvolgende 'zones' van het vervormingsproces in materialen weergeeft: via elastische deformatie (blauw) en plastische deformatie (groen) naar breuk (rood).

Als men wil dat een voorwerp soepel meegeeft met een uitwendige kracht, zonder zelf te beschadigingen of permanent te vervormen, moet men een elastisch materiaal gebruiken. Een voorbeeld hiervan is een stootkussen voor een boot, of de vulling van een matras.
Als men wil dat een voorwerp nauwelijks van vorm verandert wanneer er een kracht op wordt uitgeoefend moet er een materiaal worden gekozen dat weinig elasticiteit bevat, of het voorwerp moet zwaarder worden uitgevoerd. Een voorbeeld hiervan is het stuur van een auto.
Een kreukelzone is speciaal bedoeld om plastisch te vervormen, zodat een deel van de grote hoeveelheid energie die bij een botsing vrijkomt wordt opgevangen. Bij een elastische kreukelzone stuiteren de botsende objecten weer terug na botsing.

## Microscopische verklaring
Op microscopisch niveau berust de stabiliteit van een vaste stof op een stabiele evenwichtspositie van atoomkernen. Hierbij bewegen de elektronen zich ofwel vrij tussen de kernen (scheikundigen spreken van een covalente binding) of hoofdzakelijk rond één kern (ionbinding). Met iedere mogelijke onderlinge positie van de atoomkernen komt een minimale kwantummechanische energietoestand van de elektronen overeen; deze minimale toestand bepaalt de potentiële energie van het geheel (kernen + elektronen). Een stabiel evenwicht betekent dat iedere kleine verandering van de positie van één of meer kernen, een verhoging van de potentiële energie vereist.
De veerkracht van materiaal op macroscopische schaal, die gepaard gaat met een kleine vervorming van het vaste lichaam, komt overeen met de gradiënt (ruimtelijke eerste afgeleide) van de energie.

## Wet van Hooke
Elastische vervormingen voldoen aan de wet van Hooke. In eerste benadering is de energiefunctie in de buurt van het stabiel evenwicht, een positief-definiete kwadratische vorm in de ruimtelijke coördinaten van de atoomkernen. De gradiënt van die functie is dus een vectorwaardige functie die bij benadering lineair afhankelijk is van de vervorming. Dit fenomeen werd vastgesteld door Robert Hooke, die zijn wet formuleerde voor de veerkracht van een lichaam dat in de lengte wordt samengedrukt of uitgetrokken: de kracht is evenredig met de uitrekking.
De systematische studie van lineaire en hogere-orde relaties tussen vervorming en kracht worden bestudeerd binnen de elasticiteitsleer, die op zijn beurt een onderdeel vormt van de continuümmechanica.

## Modulus
De elasticiteit van een materiaal kan worden uitgedrukt in een modulus, namelijk de elasticiteitsmodulus {\displaystyle E}. In zijn algemeenheid is de modulus een tensor, omdat een materiaal verschillend kan reageren op verschillende soorten spanning, bijvoorbeeld trekspanning, buigspanning enzovoort, die ook in verschillende richtingen kan verschillen.
Als een materiaal in alle richtingen uniforme mechanische eigenschappen heeft (het materiaal is isotroop), wordt de elasticiteit gekenmerkt door de elasticiteitsmodulus.